# Thesium linophyllon
Thesium linophyllon là một loài thực vật có hoa trong họ Santalaceae. Loài này được L. miêu tả khoa học đầu tiên năm 1753.

## Hình ảnh

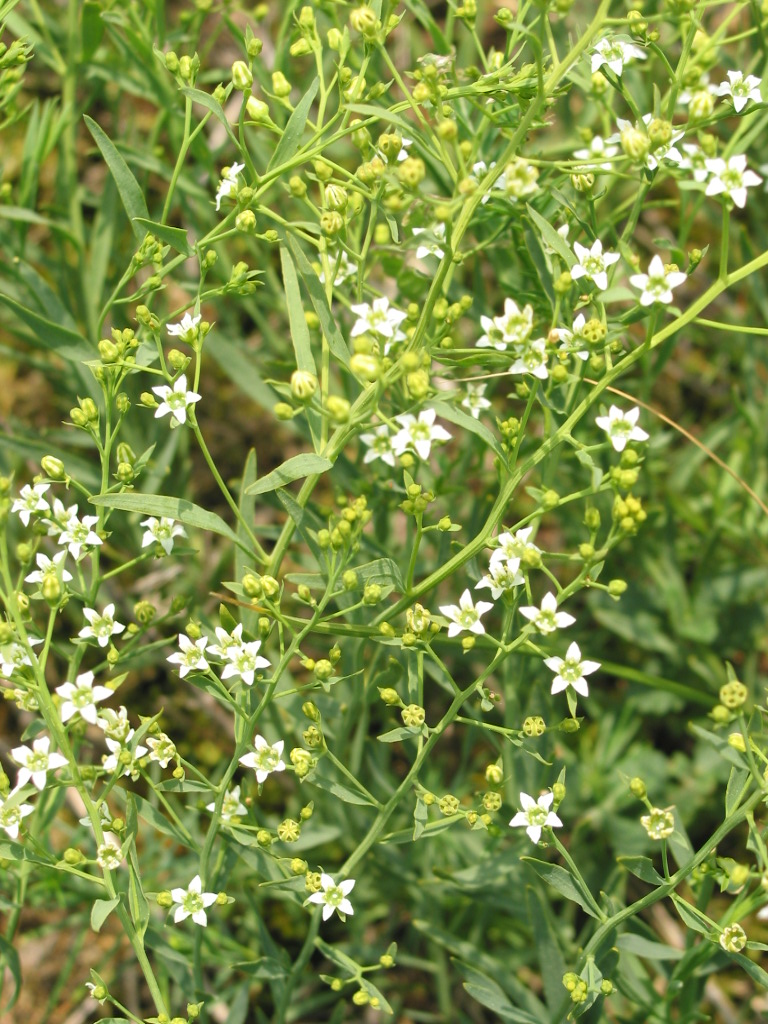
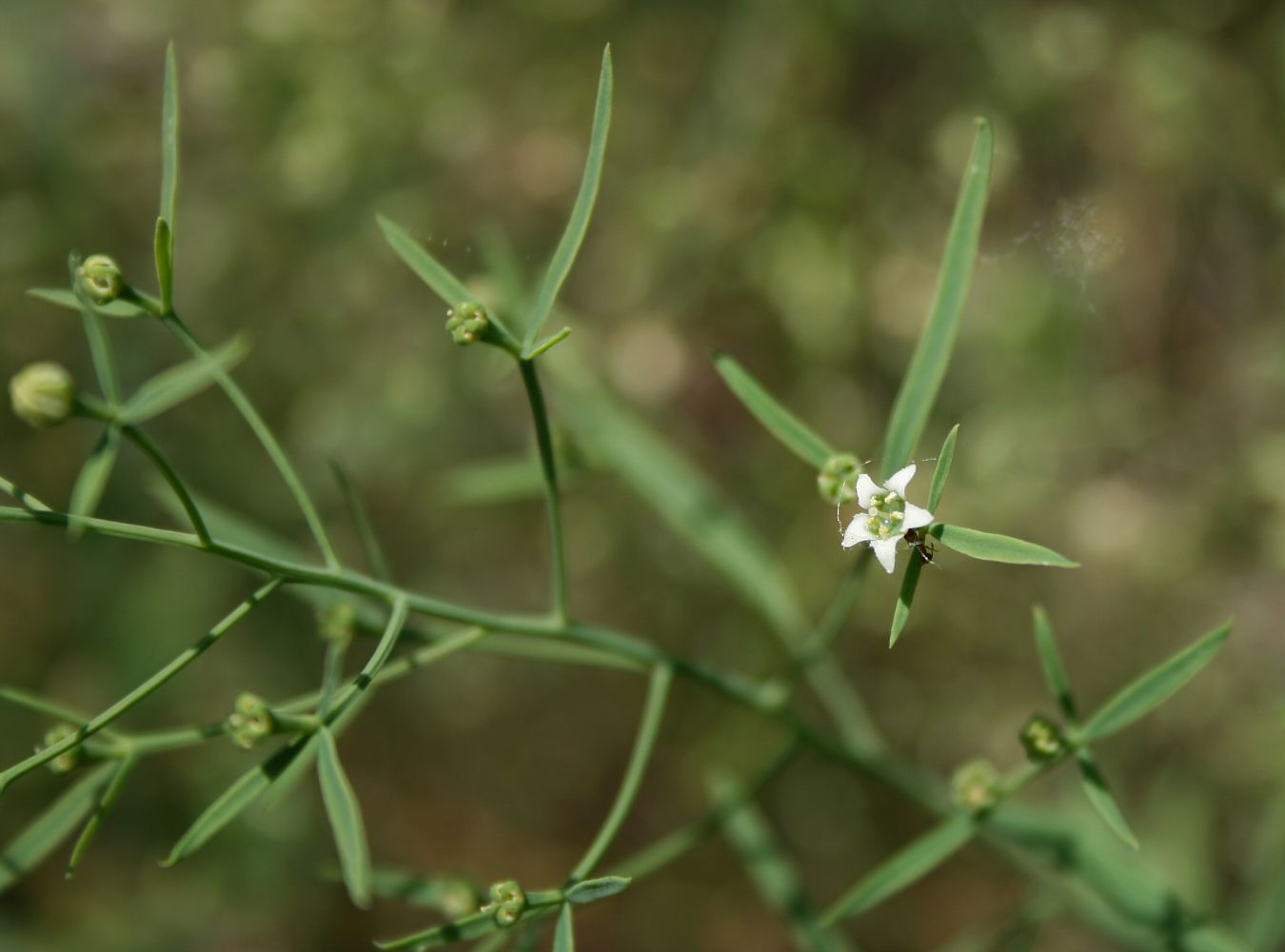
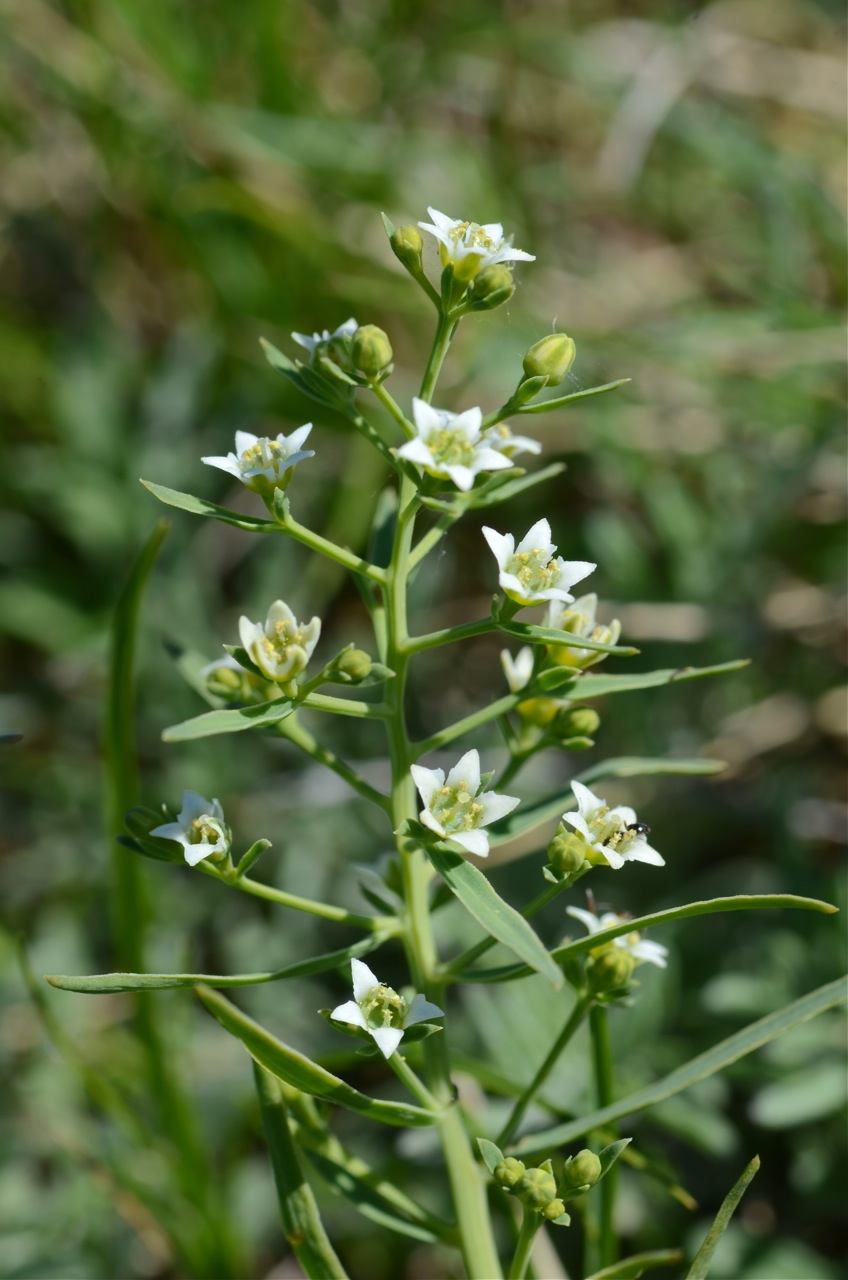
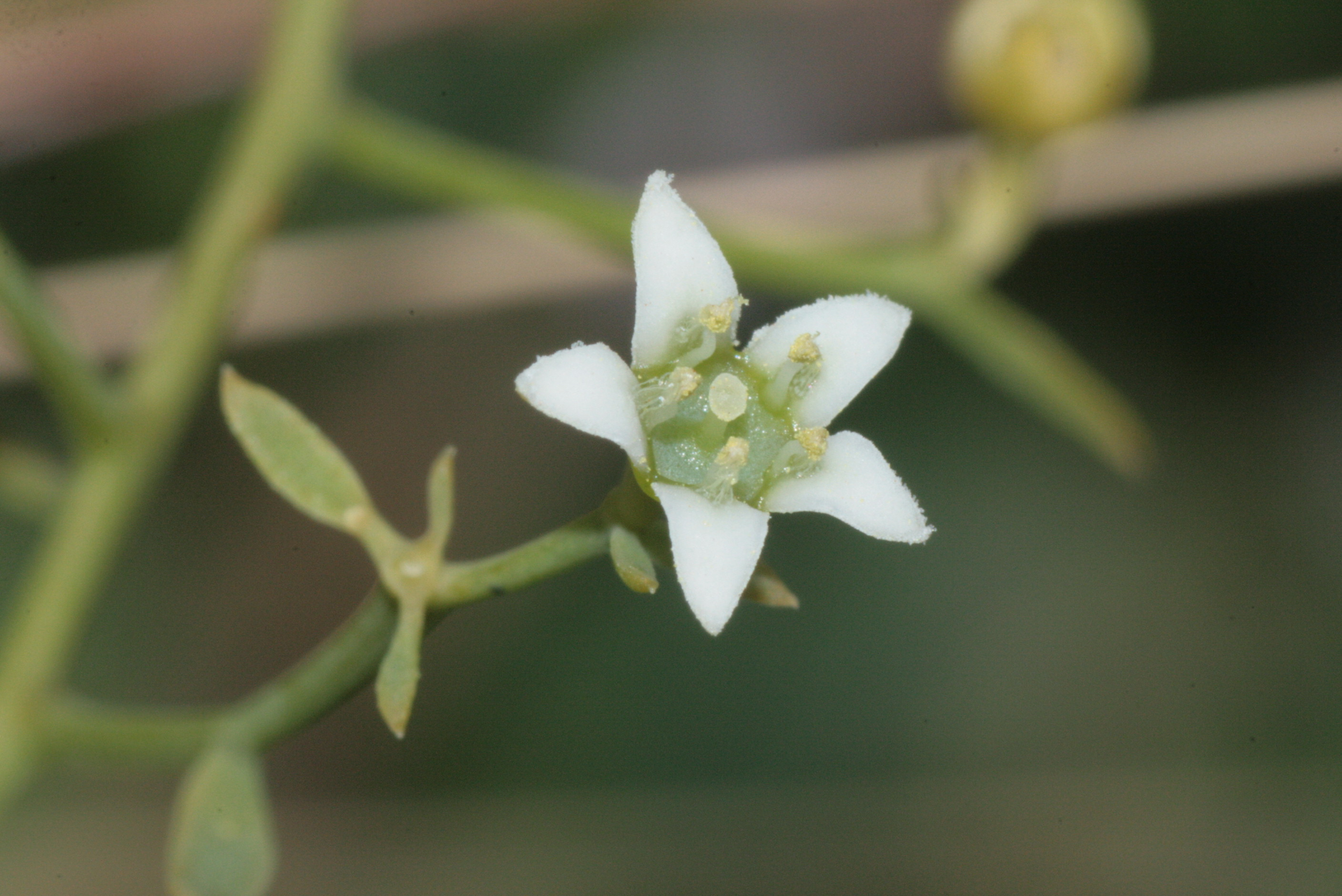